# Baszkowce
Baszkowce (ukr. Башківці) – wieś na Ukrainie w rejonie krzemienieckim należącym do obwodu tarnopolskiego.